# 1996年アトランタオリンピックのアメリカ合衆国選手団
1996年アトランタオリンピックのアメリカ合衆国選手団（1996ねんアトランタオリンピックのアメリカがっしゅうこくせんしゅだん）は、1996年7月19日から8月4日にかけてアメリカ合衆国のジョージア州アトランタで開催された1996年アトランタオリンピックのアメリカ選手団、およびその競技結果。

## 概要
今大会は金メダル44個、銀メダル32個、銅メダル25個の合計101個のメダルを獲得した。

## メダル
| メダル | 選手名 | 競技   | 種目                      |
| ------ | --- | ------ | ------------------------- |
| 金     | マイケル・ジョンソン | 陸上   | 男子200m                  |
| 金     | マイケル・ジョンソン | 陸上   | 男子400m                  |
| 金     | アレン・ジョンソン | 陸上   | 男子110mハードル          |
| 金     | デリック・アドキンス | 陸上   | 男子400mハードル          |
| 金     | ラモント・スミス アルビン・ハリソン デレック・ミルズ アントワン・メイバンク | 陸上   | 男子4×400mリレー          |
| 金     | チャールズ・オースチン | 陸上   | 男子走高跳                |
| 金     | カール・ルイス | 陸上   | 男子走幅跳                |
| 金     | ケニー・ハリソン | 陸上   | 男子三段跳                |
| 金     | ランディー・バーンズ | 陸上   | 男子砲丸投                |
| 金     | ダン・オブライエン | 陸上   | 男子十種競技              |
| 金     | ゲイル・ディバース | 陸上   | 女子100m                  |
| 金     | ゲイル・ディバース インガー・ミラー クリスティ・ゲインズ グウェン・トーレンス | 陸上   | 女子4×100mリレー          |
| 金     | ロシェル・スティーブンス マイセル・マローン キム・グラハム ジール・マイルス | 陸上   | 女子4×400mリレー          |
| 金     | ジェフ・ラウズ | 競泳   | 男子100m背泳ぎ            |
| 金     | ブラッド・ブリッジウォーター | 競泳   | 男子200m背泳ぎ            |
| 金     | トム・ドーラン | 競泳   | 男子400m個人メドレー      |
| 金     | ジョン・オルセン ジョシュ・デービス ブラッドリー・シューマッハー ゲーリー・ホール・ジュニア デビッド・フォックス スコット・タッカー                                                   | 競泳   | 男子4×100m自由形リレー    |
| 金     | ジョシュ・デービス ジョー・ハデポール ブラッド・シューマチャー ライアン・ベルーベ ジョン・オルセン                                                                                    | 競泳   | 男子4×200m自由形リレー    |
| 金     | ジェフ・ラウズ ジェレミー・リン マーク・ヘンダーソン ゲーリー・ホール・ジュニア ジョシュ・デービス カート・グロート ジョン・ハージス トリップ・シュウェンク                           | 競泳   | 男子4×100mメドレーリレー  |
| 金     | エイミー・ヴァン・ダイケン | 競泳   | 女子50m自由形             |
| 金     | ブルック・ベネット | 競泳   | 女子800m自由形            |
| 金     | ベス・ボツフォード | 競泳   | 女子100m背泳ぎ            |
| 金     | エイミー・ヴァン・ダイケン | 競泳   | 女子100mバタフライ        |
| 金     | エンジェル・マルティーノ エイミー・ヴァン・ダイケン キャサリン・フォックス ジェニー・トンプソン リサ・ジェイコブ メラニー・バレリオ                                                   | 競泳   | 女子4×100自由形リレー     |
| 金     | トリナ・ジャクソン クリスティナ・トイシャー シェリア・タオミナ ジェニー・トンプソン リサ・ジェイコブ アネット・サルミーン アシュリー・ホイットニー                                    | 競泳   | 女子4×200自由形リレー     |
| 金     | ベス・ボツフォード アマンダ・ビアード エンジェル・マルティーノ エイミー・ヴァン・ダイケン キャサリン・フォックス ウィットニー・ヘッジペス クリスティン・クアンス ジェニー・トンプソン | 競泳   | 女子4×100メドレーリレー   |
| 銀     | マーク・クリア | 陸上   | 男子110mハードル          |
| 銀     | ジョン・ドラモンド ティム・ハーデン マイク・マーシュ デニス・ミッチェル | 陸上   | 男子4×100mリレー          |
| 銀     | ジョン・ゴディナ | 陸上   | 男子砲丸投                |
| 銀     | ランス・ディール | 陸上   | 男子ハンマー投            |
| 銀     | キム・バッテン | 陸上   | 女子400mハードル          |
| 銀     | ゲーリー・ホール・ジュニア | 競泳   | 男子50m自由形             |
| 銀     | ゲーリー・ホール・ジュニア | 競泳   | 男子100m自由形            |
| 銀     | トリップ・シュウェンク | 競泳   | 男子200m背泳ぎ            |
| 銀     | ジェレミー・リン | 競泳   | 男子100m平泳ぎ            |
| 銀     | トム・マルチョー | 競泳   | 男子200mバタフライ        |
| 銀     | エリック・ネームスニック | 競泳   | 男子400m個人メドレー      |
| 銀     | ホイットニー・ヘジペス | 競泳   | 女子100m背泳ぎ            |
| 銀     | ホイットニー・ヘジペス | 競泳   | 女子200m背泳ぎ            |
| 銀     | アマンダ・ベアード | 競泳   | 女子100m平泳ぎ            |
| 銀     | アマンダ・ベアード | 競泳   | 女子200m平泳ぎ            |
| 銀     | アリソン・ワグナー | 競泳   | 女子400m個人メドレー      |
| 銀     | マーティ・ノースタイン | 自転車 | 男子スプリント            |
| 銀     | エリン・ハートウェル | 自転車 | 男子1000mタイムトライアル |
| 銅     | カルヴィン・デービス | 陸上   | 男子400mハードル          |
| 銅     | ジョー・グリーン | 陸上   | 男子走幅跳                |
| 銅     | グウェン・トーレンス | 陸上   | 女子100m                  |
| 銅     | トーニャ・ビュフォード・ベイリー | 陸上   | 女子400mハードル          |
| 銅     | ジャッキー・ジョイナー・カーシー | 陸上   | 女子走幅跳                |
| 銅     | エンジェル・マルティーノ | 競泳   | 女子100m自由形            |
| 銅     | エンジェル・マルティーノ | 競泳   | 女子100mバタフライ        |
| 銅     | スーザン・ディマテイ | 自転車 | 女子クロスカントリー      |